# Futbol a Finlàndia

El futbol és el segon esport en seguidors a Finlàndia, per darrere de l'hoquei sobre gel.

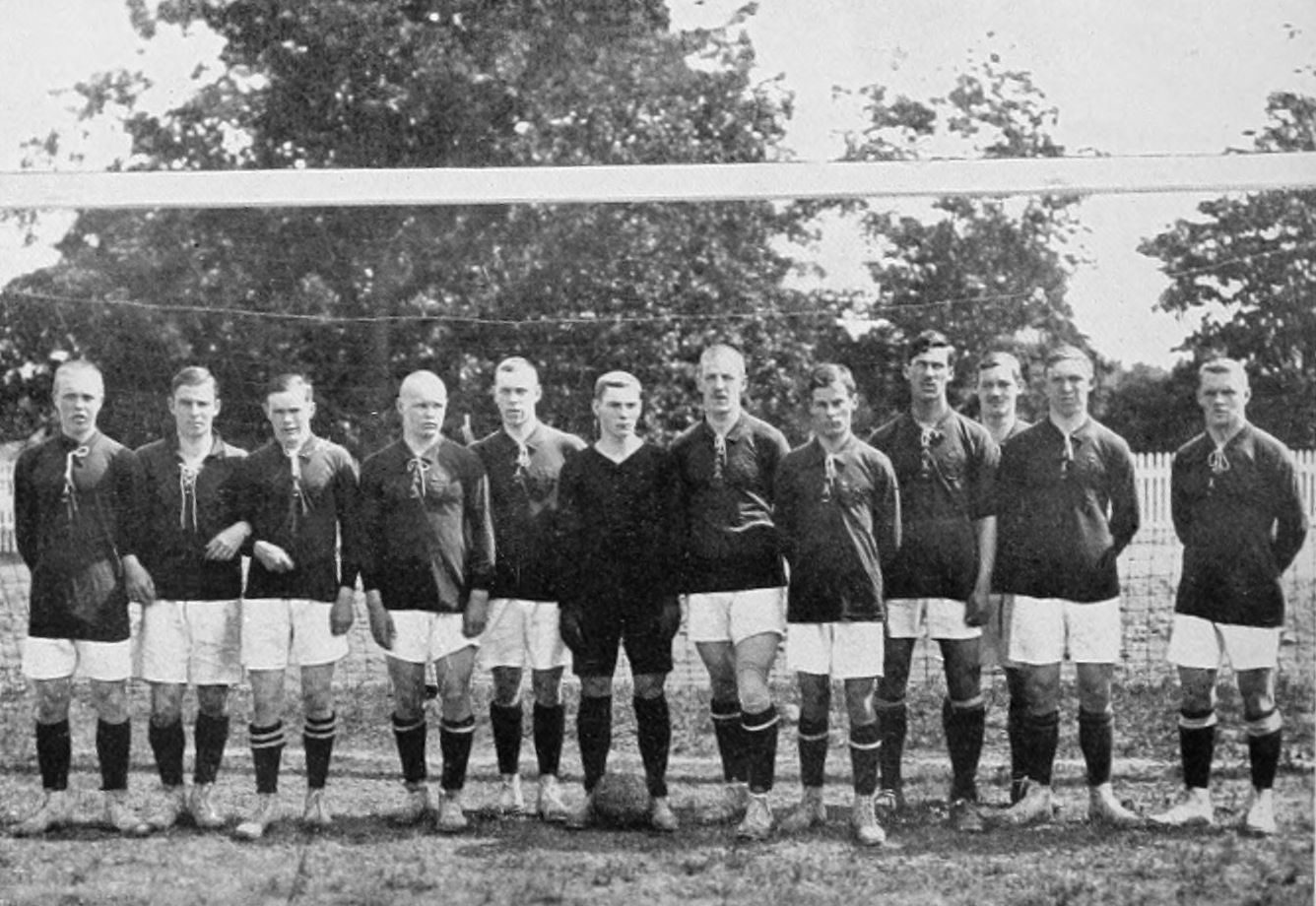
Selecció finlandesa als Jocs Olímpics de 1912.

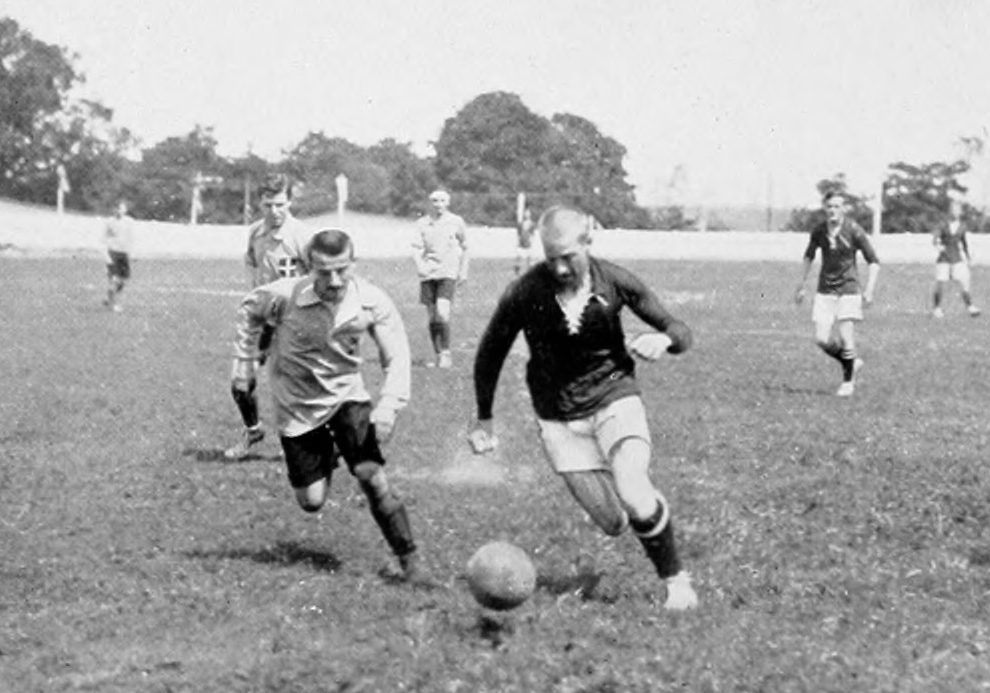
Finlàndia vs Itàlia als Jocs Olímpics de 1912.

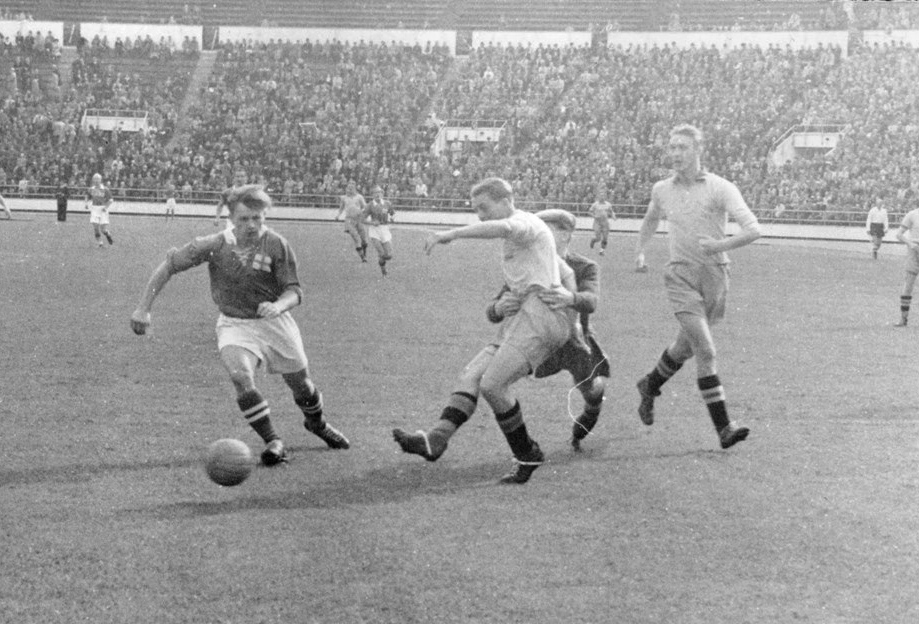
Finlàndia vs Suècia el 1946.

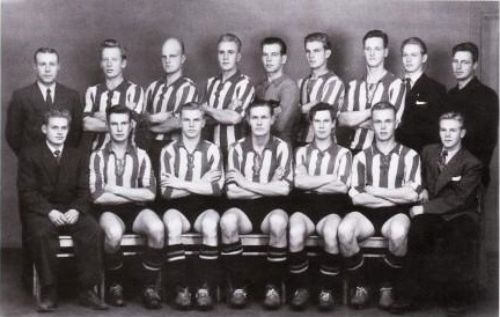
KTP Kotka campió de lliga el 1951.

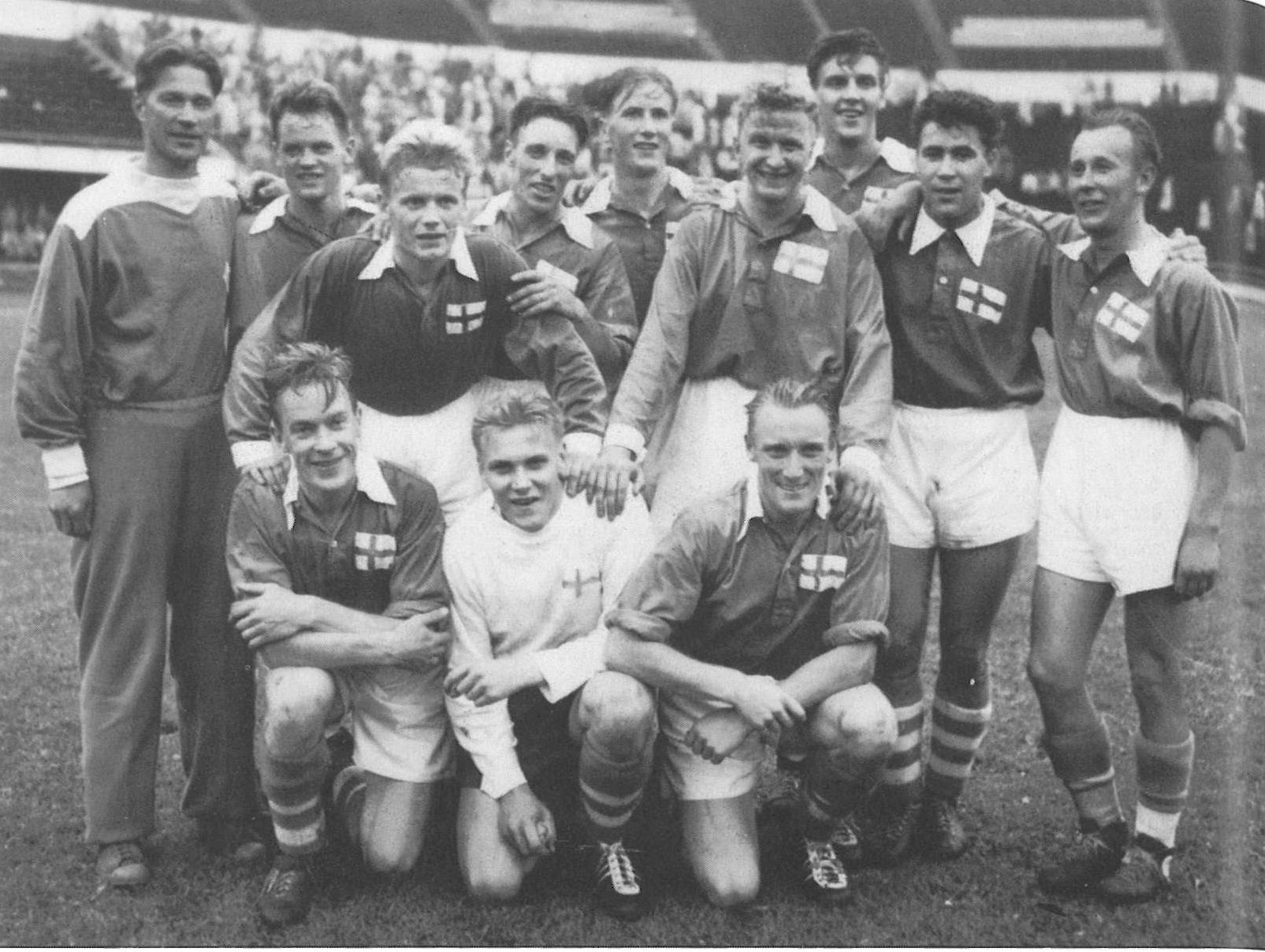
Selecció finlandesa l'any 1953.

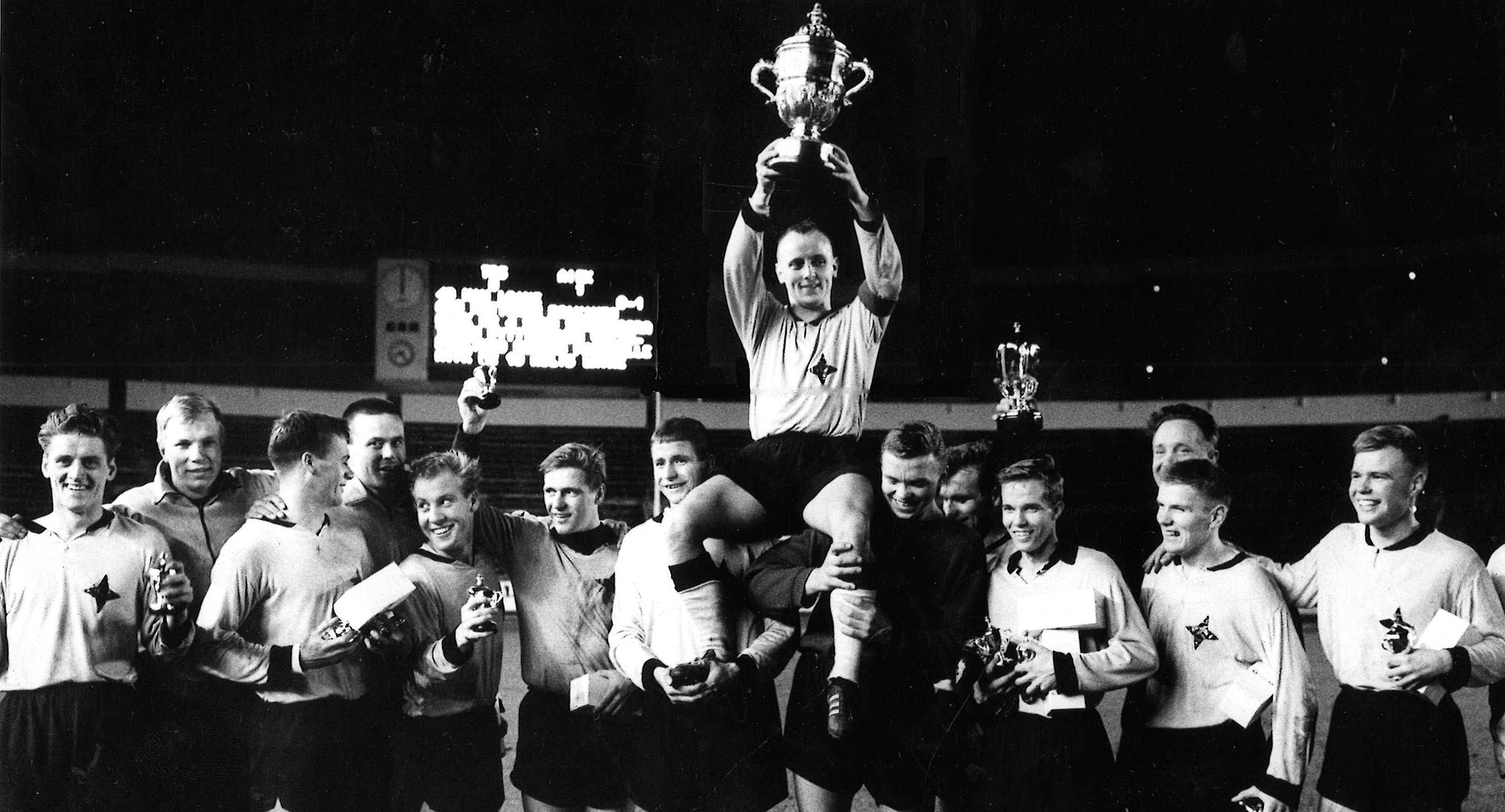
Åbo IFK campió de copa el 1965.

## Història
El futbol fou introduït al país a la dècada de 1890 per mariners anglesos a la ciutat de Turku. La primera competició nacional es disputà el 1906, guanyada per l'equip escolar de Turku. La Federació Finlandesa es creà el 1907 i ingressà a la FIFA l'any següent. Els primers clubs de futbol del país foren:
- 1880 OLS Oulu
- 1887 Ponnistus Helsinki
- 1891 Reipas Viipuri
- 1897 HIFK Helsinki
- 1900 VIFK Vaasa
- 1901 UL Turku
- 1903 HIK Hanko
- 1904 Huima Äänekoski
- 1904 Kiisto Vaasa
- 1905 EIF Tammisaari
- 1905 Pyry Nokia
- 1906 Pyrkivä Turku
- 1906 Stjärnan Helsinki
- 1907 HJK Helsinki
- 1907 Into Kemi
- 1908 KIF Helsinki
- 1908 ÅIFK Turku

## Competicions
Les competicions finlandeses es disputen entre primavera i tardor, degut a les condicions meteorològiques.
- Lliga finlandesa:
  - Veikkausliiga (nivell 1)
  - Ykkönen (nivell 2)
  - Kakkonen (nivell 3)
  - Kolmonen (nivell 4)
  - Nelonen (nivell 5)
  - Vitonen (nivell 6)
  - Kutonen (nivell 7)
  - Seiska (nivell 8)
- Copa finlandesa de futbol[7]
- Copa de la Lliga finlandesa de futbol

## Principals clubs
Clubs amb més títols de lliga (a 2018):
- HJK Helsinki
- FC Haka Valkeakoski
- HPS Helsinki
- TPS Turku
- HIFK Helsinki
- KuPS Kuopio
- Kuusysi Lahti
- FC Kiffen 08 Helsinki
- ÅIFK Turku
- Reipas Lahti
- VIFK Vaasa
- Tampere United
- VPS Vaasa
- KTP Kotka
- OPS Oulu
- FC Jazz Pori
- Myllykosken Pallo -47
- FC Inter Turku
- SJK Seinäjoki
- Sudet Kouvola
- KPV Kokkola
- FC Ilves Tampere
- TPV Tampere
- IFK Mariehamn

## Jugadors destacats
Font:
Des de 1920
- Verner Eklöf
- William Kanerva
- Eino Soinio

Des de 1930
- Aatos Lehtonen
- Max Viinioksa

Des de 1940
- Veikko Asikainen

Des de 1950
- Stig-Göran Myntti
- Aulis Rytkönen

Des de 1960
- Olli Heinonen
- Timo Kautonen
- Kai Pahlman
- Juhani Peltonen

Des de 1970
- Atik Ismail
- Tommy Lindholm
- Arto Tolsa

Des de 1980
- Ari Hjelm
- Olli Huttunen
- Erkka Petäjä
- Hannu Turunen

Des de 1990
- Petri Helin
- Joonas Kolkka
- Jari Litmanen
- Antti Niemi
- Mixu Paatelainen

Des de 2000
- Mikael Forssell
- Sami Hyypiä
- Jussi Jääskeläinen
- Jonatan Johansson
- Aki Riihilahti
- Teemu Tainio
- Hannu Tihinen

Des de 2010
- Niklas Moisander
- Roman Eremenko

## Principals estadis

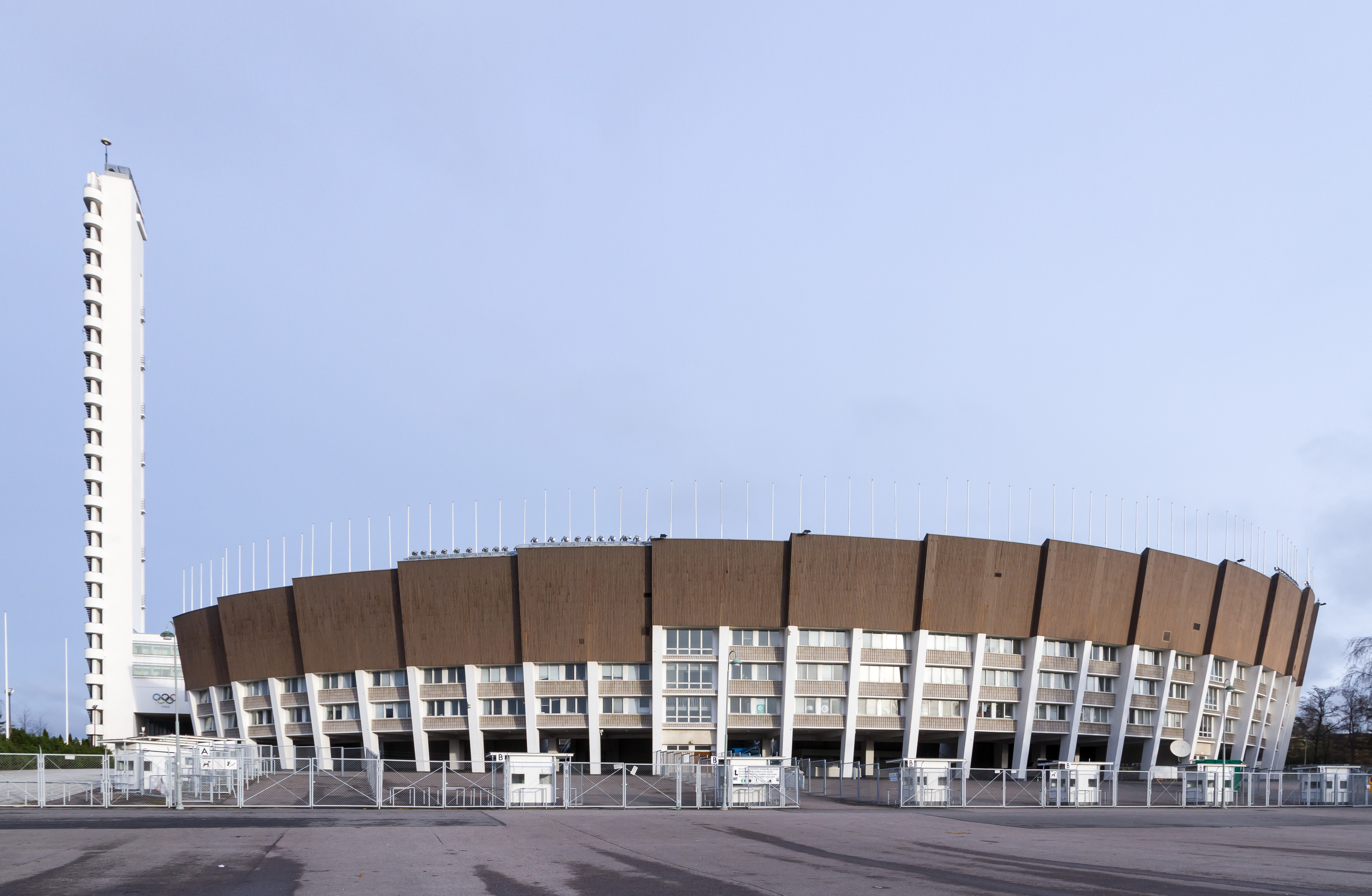
Estadi Olímpic de Hèlsinki.

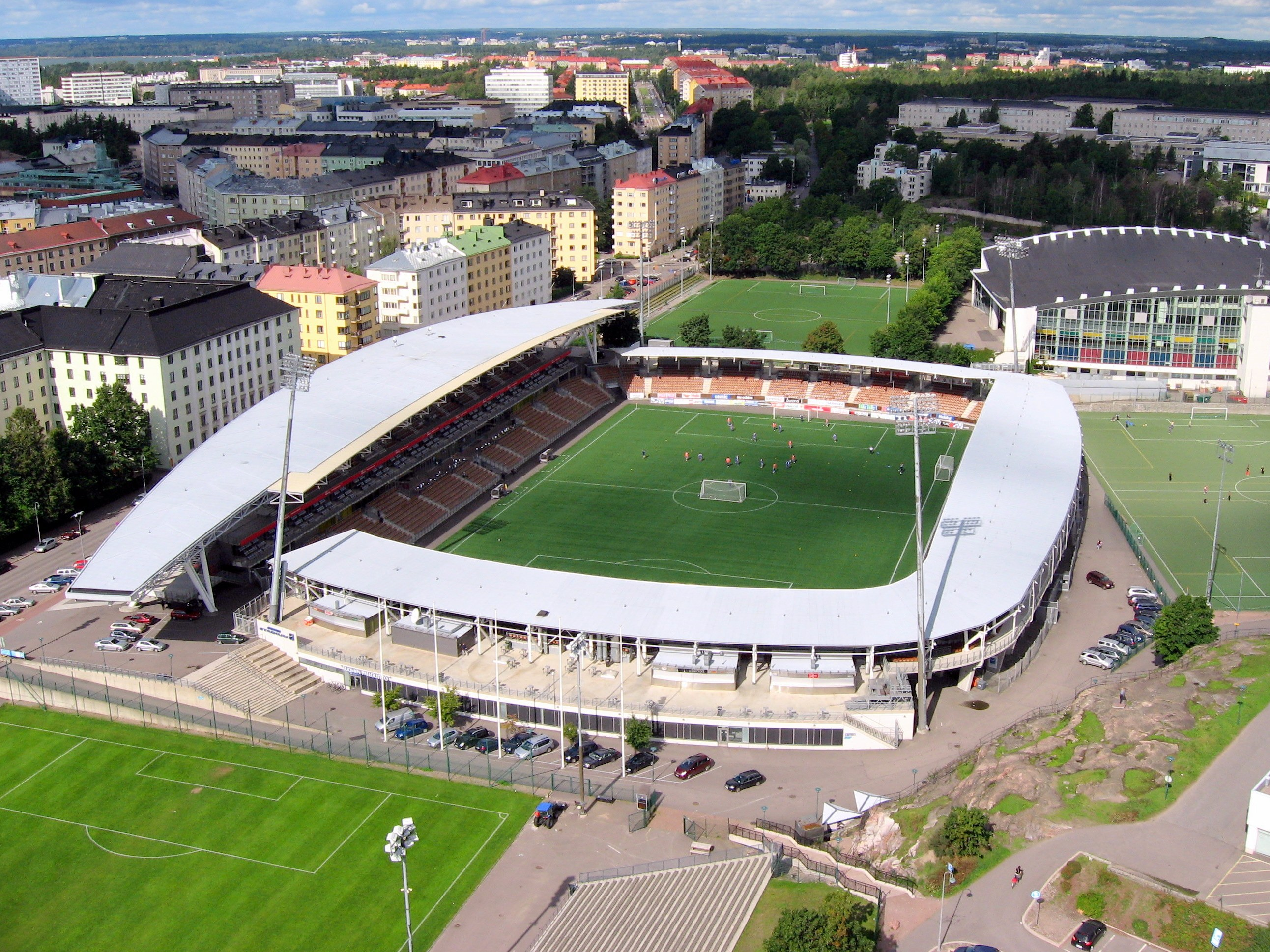
Estadi Finnair.

| Estadi                     | Capacitat (expansió) | Ciutat   |
| -------------------------- | -------------------- | -------- |
| Estadi Olímpic de Hèlsinki | 36.000 (60.000)      | Hèlsinki |
| Ratina Stadion             | 17.000 (30.000)      | Tampere  |
| Lahden Stadion             | 14.500 (15.000)      | Lahti    |
| Porin Stadion              | 11.000 (15.000)      | Pori     |
| Telia 5G -areena           | 10.770 (25.000)      | Hèlsinki |
| Veritas Stadion            | 9.000 (15.000)       | Turku    |